# Київський напрямок Московської залізниці

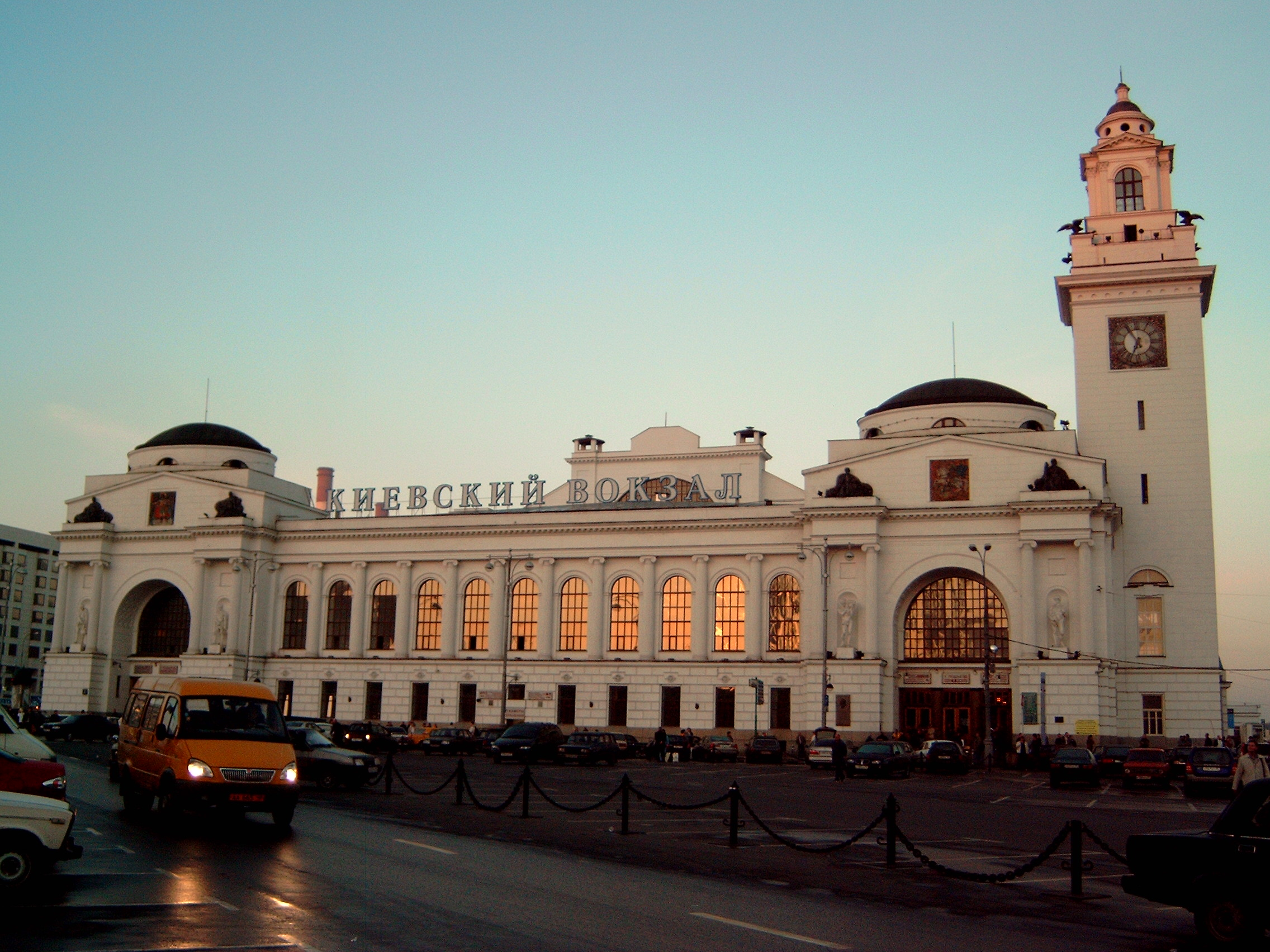
Будівля Київського вокзалу

Київський напрямок Московської залізниці — залізнична лінія на південний захід від Москви, головний хід від Київського вокзалу через станцію Брянськ-Орловський до станції Суземка і далі до державного кордону з Україною завдовжки 502,5 км.

## Історія
- 1899 — рік відкриття дільниці Московсько-Києво-Воронезької залізниці Москва-Пасажирська-Київська — Крекшино, з введенням в експлуатацію станцій Очаково, Востряково (нині — Сколково), Сонячна, Внуково, Лісовий Городок, Толстопальцево, Кокошкін і Крекшино;
- 1918 рік — завершення будівництва Київського вокзалу у Москві;
- 1 серпня 2013 — відкрито нове відгалуження дільниці Сонячна  — Новопередєлкіно.
- 27 березня 2023 року

Департамент транспорту Москви повідомив, що для лінії МЦД-4 вирішено надати назву Калузько-Нижегородська, а не Київсько-Горківська, також передбачається перейменувати Київський напрямок Московської залізниці на Калузький. Московська влада пояснила це рішення, як «спрощенням навігації для пасажирів»: назва МЦД-4 «Калузько-Нижегородський діаметр» походить від назв за великих міст, куди ведуть Київський та Горьківський напрямки Московської залізниці, а для позначення нового діаметру обрано міста у найближчих регіонах, оскільки це приміські, а не внутрішньоросійські залізничні перевезення.

## Опис
На лінії Москва — Суземка функціонує 45 переїздів, з них 32 — з черговими переїздів. На переїзді 390-й км діє обмеження швидкості до 80 км/год через погану видимість, зумовлену рельєфом місцевості. Особливість лінії Київського напрямку полягає в її насиченості великою кількістю кривих малого радіуса, що вимагає докорінної модернізації для розвитку прискореного руху.
Станом на 2016 рік середньодобові приміські перевезення на Київському напрямку московського вузла становили 91 тис. пасажирів.

## Пасажирське сполучення
ПОЇЗДИ ДАЛЕКОГО СПОЛУЧЕННЯ прямують до Брянська. До березня 2020 року поїзди далекого сполучення курсували до міст західних, північних та південних регіонів України (Київ, Вінниця, Хмельницький, Тернопіль, Львів, Одеса, Миколаїв, Херсон, Кривий Ріг тощо), а також до молдовських міст Кишинева, Бєльці, Бендери, Тирасполя. До початку 2010-х років — до деяких країн Південної Європи (Болгарії, Румунії, Словаччини та Угорщини).
ПОЇЗДИ ПРИМІСЬКОГО СПОЛУЧЕННЯ обслуговуються моторвагонним депо ТЧ-20 «Апрелєвка».
Електропоїзди прямують від Москви-Київської:
- до станцій головного ходу — радіального напрямку Сонячна (м. Москва), Лісовий Городок, Апрелєвка, Нара (м. Наро-Фомінськ), Обнінське, Малоярославець, Калуга I та зворотно;
- до станцій Великого кільця Московської залізниці Бекасово-Сортувальне, Хрести (обидві в м. Москва) та зворотно. Це так звані «прямі» електропоїзди, що дозволяють без пересадки на станції Бекасово I доїхати до станцій Великого кільця на ділянці Бекасово I — Хрести. При цьому майже половина електропоїздів у напрямку Бекасово і всі зворотні не заїжджають на платформи станції Бекасово I, а прямують сполучною лінією № 5 відразу на Ожигово до Москви (Апрелєвка) або зворотно. Всього 2-3 пари до станції Хрести, 1-2 пари до станції Бекасово-Сортувальне.

Також курсують «прямі» електропоїзди через Бекасово I, що не мають кінцеву станцію Москву-Київську сполученням:
- Апрелєвка — Дєтково та зворотно (1-2 пари на добу) та найкоротший Бекасово-Сортувальне → Апрелєвка (один поїзд на добу);
- Калуга I — Хрести і зворотно (1 пара на добу);
- сполученням Апрелєвка — Кубинка II / Поварово II (по одному поїзду на добу).